# Zespół Szkół nr 4 w Wałbrzychu
Zespół Szkół Nr 4 w Wałbrzychu – szkoła ponadgimnazjalna w Wałbrzychu o profilach sportowych. Powstała w 1 IX 1955 roku, w jej skład wchodzą: 
- Liceum Sportowe – o profilu interdyscyplinarnym oraz lekkoatletycznym
- IV Liceum Ogólnokształcące  z Oddziałami Integracyjnymi – o profilu ogólnym oraz ogólnym z rozszerzeniem kierunkowym

W 2018 roku powstała klasa wojskowa.

## Obiekt szkolny
Obiekt szkolny jest przystosowany dla osób niepełnosprawnych, w obiekcie znajdują się: 
- Sale lekcyjne
- Sala gimnastyczna  z pełnowymiarowym boiskiem do siatkówki, koszykówki i tenisa ziemnego oraz niepełnowymiarowym boiskiem do piłki ręcznej halowej piłki nożnej i innych gier. Dla uczniów niepełnosprawnych (winda) oraz szatnia i zaplecze sanitarno – higieniczne dostosowane dla uczniów niepełnosprawnych.
- Biblioteka i czytelnia oraz aula z multimedialnym wyposażeniem,
- Sala z lustrami przystosowana do tańców, dostępna dla uczniów niepełnosprawnych.
- Kryta pływalnia, siłownia, sauna
- Gabinety pedagoga, psychologa, pielęgniarki
- Hol ze sklepikiem wraz z miejscem odpoczynku i spożywania posiłków,
- Szatnia w stylu kawiarnianym
- Boiska szkolne wraz z parkingiem
- Nowoczesna strzelnica zmechanizowana
- Szafki dla uczniów

## Historia
- 1 września 1955 – powstanie szkoły IV Liceum Ogólnokształcącego w budynku Szkoły Podstawowej Nr 6 na Białym Kamieniu przy ulicy Lenina 50 (obecnie Andersa).

Przy czteroletnim liceum działała też siedmioklasowa szkoła podstawowa, obie placówki tworzyły organiczną całość, tzw. jedenastoletnią szkołę ogólnokształcącą. 
Pierwszym dyrektorem nowo powstałej szkoły zostaje Eugeniusz Fałecki.
- W roku 1957/58 (w czasie wakacji) siedziba szkoły, decyzją władz miejskich, zostaje przeniesiona do budynku przy ulicy 22-go Lipca 73 (obecnie 11 Listopada)
- W roku 1975 /1976 wprowadzono dodatkowe godziny wychowania fizycznego, co przełożyło się na utworzenie I klasy Liceum Ogólnokształcącego  o poszerzonym programie sportowym (7 godzin wychowania fizycznego   tygodniowo i zajęcia na basenie). Szkoła zaczęła odtąd odnosić sukcesy sportowe na szczeblu miasta, województwa i kraju. Zaczęto mówić o liceum " szkoła sportowa", choć takiego prawnego statusu nie posiadała.
- W 1978 roku  siedziba szkoły zostaje przeniesiona do budynków położonych w dzielnicy Piaskowa Góra przy ulicy dra Sokołowskiego 75.
- W roku 1988/1989  zaczęła funkcjonować Szkoła Podstawowa Nr 34 o profilu sportowym (przyjmowała uczniów uzdolnionych sportowo od klasy VI szkoły podstawowej). Działała ona do 31 VIII 2000 roku, w którym to czasie uczniowie tej szkoły zdobyli ponad 350 medali na mistrzostwach Dolnego Śląska i Polski.
- W 1981 roku wybudowano w nowej siedzibie salę gimnastyczną
- W 1982 oddano do użytku basen
- W roku szkolnym 2008/2009 Zespół Szkół Nr 4 funkcjonował w dwóch budynkach: przy ul. Sokołowskiego 75 oraz przy ul. Kasztelańskiej 5 – 7. W szkole uczyło się wówczas przeszło 900 uczniów w 33 oddziałach klasowych.
- Od 1 września 2009 roku szkoła rozpoczyna funkcjonowanie  już tylko w jednym  budynku przy ul. Sokołowskiego 75.
- 1 września 2012 utworzenie klas strażackiej z elementami ratownictwa medycznego oraz z policyjnej edukacją prawną
- 1 września 2013 roku utworzenie klasy celniczej.

## Znani absolwenci
- Agnieszka Wieszczek-Kordus – zapaśniczka, brązowa medalistka Igrzysk Olimpijskich w Pekinie
- Urszula Włodarczyk – lekkoatletka, w latach 1991–2000 czołowa wieloboistka świata
- Krzysztof Ignaczak – wielokrotny reprezentant Polski w piłce siatkowej
- Roman Magdziarczyk – polskich chodziarzy srebrny medalista Pucharu Świata
- Krzysztof Krawczyk (lekkoatleta) – skoczek wzwyż, mistrz Europy juniorów
- Piotr Dąbrowski – lekkoatleta, młodzieżowy wicemistrz Europy